# Safareig (Santa Coloma de Gramenet)
El Safareig és una obra de Santa Coloma de Gramenet (Barcelonès) inclosa a l'Inventari del Patrimoni Arquitectònic de Catalunya.

## Descripció
Les restes de l'antic safareig se situen al centre de la plaça Montserrat Roig. Trobem una bassa de planta rectangular amb pedres inclinades per a facilitar la postura corporal per rentar la roba. La urbanització de la plaça Montserrat Roig a l'any 2006 va respectar les restes creant, a cota de paviment, dos elements de vidre sobre plataformes d'acabat ceràmic que permeten alhora el cobriment i l'observació de l'antic safareig.

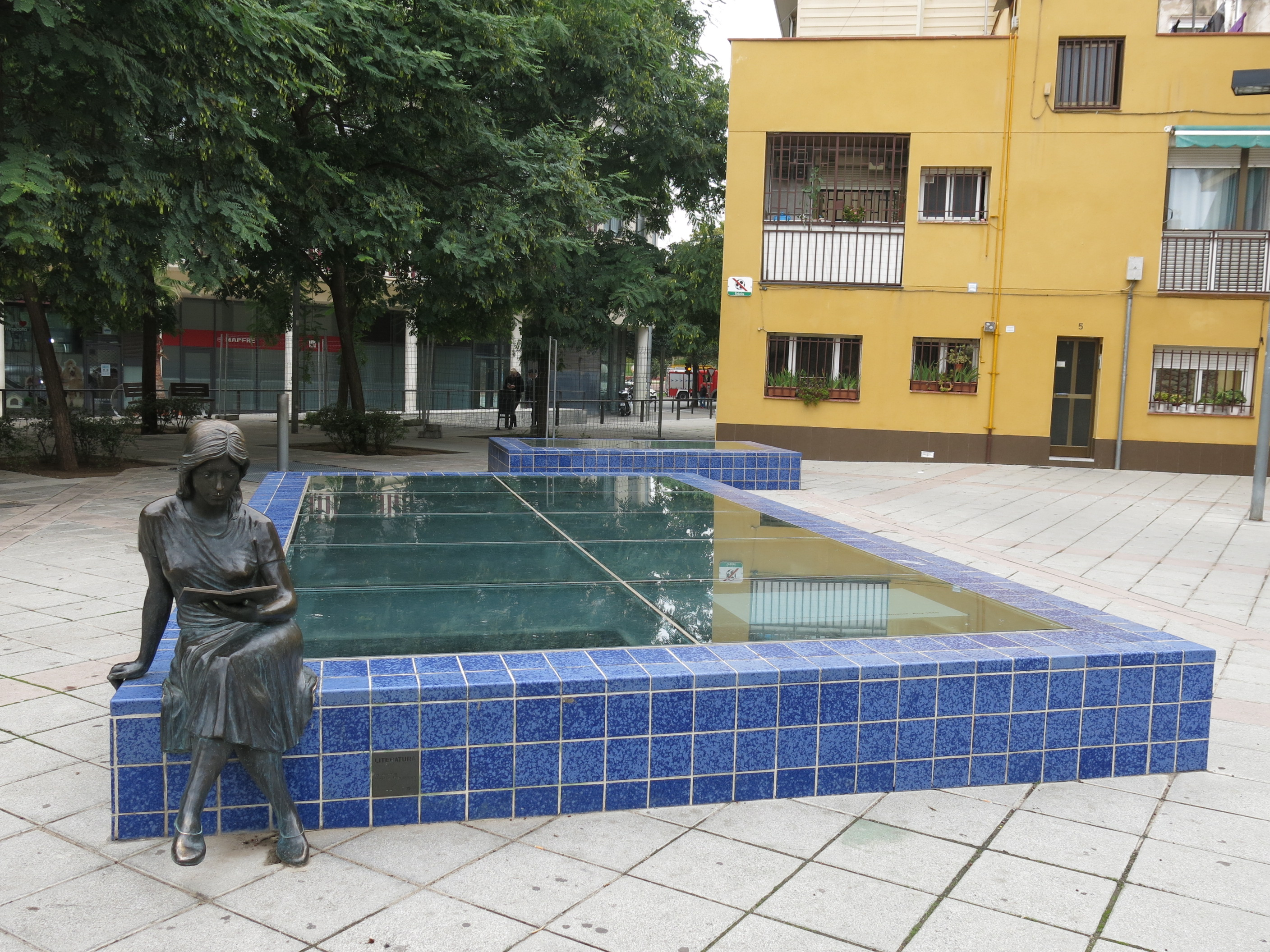
Plaça de Montserrat Roig, amb la coberta que tapa el safareig

## Història
Els safareigs daten dels segles XVII - XVIII i es van fer servir fins a la dècada de 1960. El 1972 van ser enderrocats i a l'any 2.005 van ser retrobats i utilitzats com a elements simbòlics per a la memòria històrica de la població de Santa Coloma. El safareig, molt proper al nucli de Santa Coloma, era usat pels veïns de Singuerlín, Fondo i resta del poble.